# Agrypon delarvatum
Agrypon delarvatum là một loài tò vò trong họ Ichneumonidae.